# Робін Руфс
Ро́бін Руфс (нід. Robin Roefs; нар. 17 січня 2003) — нідерландський футболіст, воротар англійського клубу «Сандерленд».

## Клубна кар'єра

### НЕК
Виступав за молодіжну команду «Гесвейк», а 2014 року приєднався до академії клубу НЕК. 3 квітня 2019 року підписав з НЕКом свій перший професіональний контракт. 23 січня 2021 року продовжив контракт з клубом до літа 2024 року.
5 вересня 2023 року продовжив контракт з НЕКом до 2028 року. 23 вересня дебютував в основному складі НЕКа в матчі Ередивізі проти «Утрехта», вийшовши на заміну Ясперу Сіллессену. В своєму дебютному сезоні провів за НЕК 9 поєдинків, дійшовши з командою до фіналу Кубка Нідерландів.
В сезоні 2024–25 двічі включався в команду місяця в Ередивізі (за березень і травень).

### «Сандерленд»
1 серпня 2025 року перейшов в англійський «Сандерленд», підписавши п'ятирічний контракт. Сума трансферу становила 10,5 млн євро. 16 серпня дебютував за нову команду в матчі англійської Прем'єр-ліги проти «Вест Гем Юнайтед».

## Кар'єра в збірній
Виступав за збірні Нідерландів до 16, до 17 і до 19. У березні 2024 року отримав виклик в збірну до 21 року, за яку дебютував в товариському матчі проти збірної Норвегії.
В травні 2025 року потрапив в заявку збірної до 21 року на молодіжний чемпіонат Європи в Словаччині. На турнірі був основним воротарем, провівши усі п'ять матчів, а його команда дійшла до півфіналу, де поступилась англійцям.

## Статистика виступів
Станом на 16 серпня 2025 
| Клуб              | Сезон             | Чемпіонат         | Чемпіонат | Чемпіонат | Кубок | Кубок | Кубок ліги | Кубок ліги | Єврокубки | Єврокубки | Інші  | Інші | Всього | Всього |
| Клуб              | Сезон             | Дивізіон          | Матчі     | Голи      | Матчі | Голи  | Матчі      | Гол        | Матчі     | Голи      | Матчі | Голи | Матчі  | Голи   |
| ----------------- | ----------------- | ----------------- | --------- | --------- | ----- | ----- | ---------- | ---------- | --------- | --------- | ----- | ---- | ------ | ------ |
| НЕК               | 2023–24           | Ередивізі         | 5         | −5        | 4     | −5    | —          | —          | –         | –         | –     | –    | 9      | −10    |
| НЕК               | 2024–25           | Ередивізі         | 32        | −42       | 0     | 0     | —          | —          | –         | –         | 1     | –3   | 33     | −45    |
| НЕК               | Всього            | Всього            | 37        | −47       | 4     | −5    | 0          | 0          | 0         | 0         | 1     | –3   | 42     | −55    |
| Сандерленд        | 2025–26           | Прем'єр-ліга      | 1         | 0         | 0     | 0     | 0          | 0          | —         | —         | —     | —    | 1      | 0      |
| Всього за кар'єру | Всього за кар'єру | Всього за кар'єру | 38        | −47       | 4     | −5    | 0          | 0          | 0         | 0         | 1     | –3   | 43     | −55    |

1. ↑  Матчі плей-оф Ередивізі за участь в єврокубках

## Досягнення
- Команда місяця Ередивізі (2): березень 2025[22], травень 2025[23]